# Donna Tartt
Donna Louise Tartt (Greenwood, Mississippi, 23. prosinca 1963.), američka književnica.
Njena prva knjiga Tajna Povijest (1992.) o međusobnim odnosima skupine studenata i njihovog profesora književnosti postala je bestselerom. Godine 2014. njen roman The Goldfinch nagrađen je Pulitzerovom nagradom za književno djelo.